# Reacció d'eliminació E1cB
La reacció d'eliminació E1cB (eliminació unimolecular a través de la base conjugada) és un tipus especial de reacció d'eliminació en química orgànica. Es tracta d'una eliminació unimolecular en la qual primer surt l'hidrogen i posteriorment ho fa el grup sortint. Aquest tipus de reacció es dona quan no hi ha un bon grup sortint (per exemple, OH-) i l'hidrogen en la posició α és àcid, normalment a causa de la presència d'un substituent acceptor d'electrons.

## Mecanisme
La reacció té lloc en un enllaç covalent entre carbonis sp3. L'hidrogen del carboni α és prou àcid com per ser arrencat per una base fota, formant un carbanió. Posteriorment surt el grup sortint de la posició β i es forma el doble enllaç entre els àtoms de carboni.
La diferència fonamental entre el mecanisme E1cB i el mecanisme E1 és l'ordre en què surten l'hidrogen i el grup sortint.